# اجتماع صيغة آريا

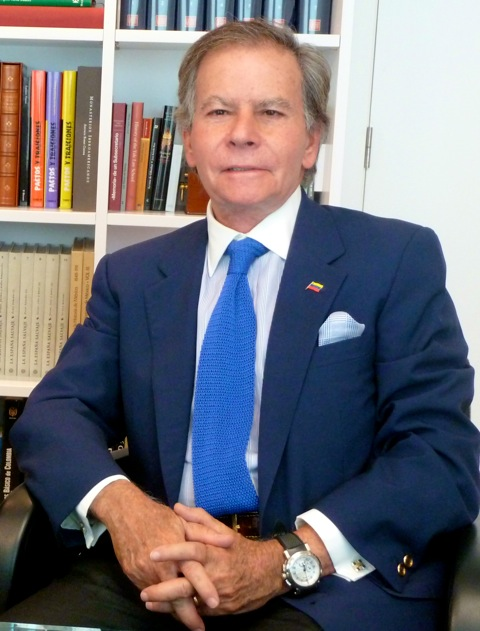
دييغو آريا، مبتكر صيغة آريا

اجتماع "صيغة آريا" هو اجتماع غير رسمي لأعضاء مجلس الأمن التابع للأمم المتحدة، والذي يجب عقده من قبل أحد أعضاء مجلس الأمن. 
ورغم أن صيغة آريا مستمدة من الاجتماعات الرسمية لمجلس الأمن التابع للأمم المتحدة، فإنها تميز نفسها عن اجتماعات مجلس الأمن النموذجية بسبب طبيعتها غير الرسمية، مما يسمح بعدم تحمل أي التزامات بتلبية المتطلبات الرسمية لاجتماعات مجلس الأمن النموذجية. وهذا يعني أنه في حين تتطلب الاجتماعات العادية لمجلس الأمن حضور جميع أعضاء المجلس الخمسة عشر، وتتبع هيكلاً رسمياً، ولا تستمع إلى شهادات من غير الأعضاء أو الأفراد أو المنظمات غير الحكومية، فإن اجتماعات صيغة آريا تسمح للأفراد والمنظمات والجهات الفاعلة غير الحكومية والوفود العليا (من الدول الأعضاء في الأمم المتحدة غير الممثلة في مجلس الأمن) بالانخراط في حوار مباشر مع أعضاء مجلس الأمن في إطار شرعي وسري. 
وتتم رئاسة اجتماعات صيغة آريا بواسطة أحد أعضاء مجلس الأمن التابع للأمم المتحدة، الذي يعمل كميسر للمناقشة، وليس رئيس مجلس الأمن. وفي بعض الأحيان، تُعقد الاجتماعات أيضًا بالتعاون مع الدول غير الأعضاء في المجلس والتي تعتقد أنه سيكون من المفيد الاستماع إلى أفراد أو منظمات أو مؤسسات محددة. 

## تاريخ
انعقد أول اجتماع وفق صيغة آريا في عام 1992، بعد أن اتصل القس الكرواتي، فرا جوكو زوركو، بالسفير الفنزويلي دييغو آريا، الذي كان رئيسًا لمجلس الأمن في ذلك الوقت، والذي أراد التحدث إلى أعضاء مجلس الأمن للإبلاغ عن رواية شهود عيان عن العنف في البوسنة والهرسك أثناء أزمة يوغوسلافيا. وبما أن هيكل اجتماعات مجلس الأمن التابع للأمم المتحدة لا يسمح بسماع الشهادة أثناء اجتماع مجلس الأمن، ولم تكن هناك طريقة رسمية لعقد اجتماع بين مجلس الأمن التابع للأمم المتحدة وفرا جوكو زوركو، فقد دعا السفير دييغو آريا أعضاء المجلس إلى الاجتماع خارج قاعات المجلس في صالة مندوبي الأمم المتحدة لمشاركة شهادة فرا جوكو زوركو. 
بعد هذا الاجتماع الأول، قرر السفير دييغو آريا إضفاء الطابع المؤسسي على الاجتماع وأصبح معروفًا باسم صيغة آريا. 
أنشأ السفير دييغو آريا صيغة الاجتماع للسماح بعقد مشاورات غير رسمية حتى يتمكن الفاعلون من المشاركة في المشاورات مع أعضاء مجلس الأمن حتى يكون أعضاء المجلس مسؤولين وصادقين في مشاوراتهم مع الجهات الفاعلة غير الأعضاء. وفضل السفير آريا إنشاء اجتماع غير رسمي مع أعضاء مجلس الأمن بدلاً من تشجيع الاجتماعات الثنائية مع القوى الكبرى لأنه "في المشاورات غير الرسمية أمام الدول الأخرى، يتعين على هذه الدول أن تكون صادقة". وهذا على النقيض من الاجتماعات الثنائية التي قال فيها إن "كل دولة يمكنها أن تقول ما هو لطيف". 

### تطوير
تُعقد اجتماعات صيغة آريا كل عام منذ إنشاء الاجتماعات في عام 1992، وتُعقد الاجتماعات كلما رغب أحد أعضاء مجلس الأمن التابع للأمم المتحدة في استخدام المنتدى. وتعني مرونة الاجتماع عدم وجود جدول زمني منتظم لاجتماعات صيغة آريا، وبالتالي فإن وتيرة الاجتماعات منذ عام 1992 كانت متباينة على نطاق واسع. 
في السنوات الأولى التي أعقبت تصور الاجتماعات، كان منتدى اجتماع صيغة آريا مقيدًا، ولم يُسمح إلا للمسؤولين والمندوبين الرفيعي المستوى ورؤساء الدول بالمشاركة في الحوار مع أعضاء مجلس الأمن التابع للأمم المتحدة. في عام 1996، حاول بعض الأعضاء المنتخبين في مجلس الأمن التابع للأمم المتحدة توسيع نطاق استخدام اجتماعات صيغة آريا لتشمل المنظمات غير الحكومية والممثلين غير الحكوميين لتسهيل الاستخدام الأكبر للاجتماعات حيث لم يكن المنتدى يسمح بعد للمنظمات غير الحكومية وغير الأعضاء في المجلس بالتحدث إلى المجلس ككل.  ومع ذلك، أراد بعض أعضاء المجلس، بما في ذلك المملكة المتحدة وروسيا، مواصلة الاستخدام المحدود لاجتماعات صيغة آريا، مفضلين الاستماع فقط إلى الممثلين الرفيعي المستوى ورؤساء الدول. وفي ظل غياب الدعم من جانب الأعضاء الدائمين في المجلس، قوبلت فكرة عقد جلسات إحاطة لسماع أصوات المنظمات غير الحكومية وغير الرسمية بالمعارضة. وردًا على ذلك، قيل إن الاستماع إلى أصوات الأفراد غير الرسميين والمنظمات غير الحكومية كان السبب الأول وراء اختراع اجتماع صيغة آريا. 
في عام 1996، حاول السفير خوان سومافيا من تشيلي تنظيم اجتماع بين أعضاء المجلس والمنظمات غير الحكومية الإنسانية بما في ذلك منظمة أوكسفام ومنظمة أطباء بلا حدود واللجنة الدولية للصليب الأحمر .  وعندما لم تتم الموافقة على هذا من قبل أعضاء المجلس الآخرين، قام السفير سومافيا بتطوير صيغة أخرى، تعرف باسم صيغة سومافيا. 
في عام 1997، نشأ نزاع داخل المجلس فيما يتصل بمقترح تقدمت به البرتغال لدعوة الأمين العام لمنظمة العفو الدولية بيير ساني لإلقاء إحاطة في اجتماع بصيغة آريا. ونتيجة للنزاع بين أعضاء المجلس، تم تسمية الاجتماع مع ساني "حدثًا خاصًا" بدلاً من إعطائه صفة اجتماع صيغة آريا. 
وفي عام 1999، أثيرت مسألة توسيع اجتماعات صيغة آريا من جديد عندما بدأ المجلس في اعتماد إجراءات أكثر مرونة وانفتاحا. وبحلول هذا الوقت، بدأ الرأي يتحول بين الأعضاء الدائمين حيث بدأ المجلس في تفضيل التشاور بشأن الإدماج مع المنظمات غير الحكومية. 
في الثاني عشر من إبريل/نيسان 2000، عقد مجلس الأمن التابع للأمم المتحدة أول إحاطة منتظمة بشأن صيغة آريا مع قادة المنظمات غير الحكومية، مما فتح المجال أمام المنتدى لإشراك المنظمات غير الحكومية بشكل منتظم. 
أصبحت اجتماعات صيغة آريا مفتوحة الآن أمام مجموعة من الجهات الفاعلة، بما في ذلك وفود رفيعة المستوى من الدول الأعضاء غير الممثلة في المجلس، وممثلي المجتمع المدني والجهات الفاعلة غير الحكومية، وممثلي الأقاليم التي لا يتم الاعتراف بها كدول ولكنها من أصحاب المصلحة في القضايا المعروضة على المجلس. 

## هيكل
تتميز اجتماعات صيغة آريا بطبيعتها غير الرسمية ومرونتها. وبناء على ذلك، لم يحدد مجلس الأمن على وجه التحديد هيكل أو تفاصيل اجتماعات صيغة آريا.
ولكي يحدث اجتماع بصيغة أريا، لا بد من أن تتم الدعوة إليه من قبل أحد أعضاء مجلس الأمن التابع للأمم المتحدة. يرأس اجتماعات صيغة آريا العضو المدعو، ويتم الدعوة إليها بغرض تقديم إحاطة يقدمها شخص أو أكثر يعتبرون خبراء في المسألة التي تهم المجلس.
ومع ذلك، وعلى الرغم من أن اجتماعات صيغة آريا تتم الدعوة إليها من قبل أحد أعضاء مجلس الأمن التابع للأمم المتحدة، فإن الاجتماعات التابعة لمجلس الأمن ليست جزءا من ميثاق الأمم المتحدة. وعليه، فإن اجتماعات صيغة آريا ليست ملزمة باتباع النظام الداخلي المؤقت الذي يحدد مجلس الأمن التابع للأمم المتحدة. 
إن اجتماعات صيغة آريا مصرح بها من قبل الأمم المتحدة بموجب المادة 30 من ميثاق الأمم المتحدة والتي تنص على أن "يضع مجلس الأمن قواعد إجراءاته الخاصة".  وهذا يمنح مجلس الأمن السلطة والتقدير لإقامة اجتماعات خارج هيكل مجلس الأمن النموذجي. كما تسمح المادة 30 من ميثاق الأمم المتحدة لاجتماعات صيغة آريا بالعمل ضمن هيكل غير رسمي، ضمن إطار إجرائي مرن يسمح للمجلس بمرونة أكبر للتعامل مع قضايا السلام والأمن الدوليين. 
وباعتبارها اجتماعا غير رسمي، فإن اجتماعات صيغة آريا لا تعقد إلا عندما يدعو إليها أحد أعضاء مجلس الأمن التابع للأمم المتحدة. لا يوجد اجتماع منتظم أو هيكل رسمي يتعين على صيغة آريا اتباعه؛ وبالتالي فإن وتيرة الاجتماع قد تختلف من سنة إلى أخرى. ومع ذلك، فمن المعروف أن اجتماعات صيغة أريا تقام عادة كل شهر. إن عقد اجتماع وفق صيغة أريا لا يتطلب إجماع جميع أعضاء مجلس الأمن الخمسة عشر، مما يمنح العضو في المجلس الذي دعا إلى الاجتماع المرونة والتقدير. 
يتم الإعلان عن جميع اجتماعات صيغة آريا من قبل رئيس مجلس الأمن التابع للأمم المتحدة في بداية كل شهر، كجزء من الجدول الزمني العادي للمجلس. كما يتم توفير الترجمة الكاملة لجميع الاجتماعات من قبل الأمانة العامة، ولا تُعقد اجتماعات مجلس الأمن التابع للأمم المتحدة في نفس الوقت الذي تُعقد فيه اجتماعات صيغة آريا. 
على الرغم من أن الهيكل الدقيق لاجتماعات صيغة آريا يختلف من اجتماع إلى آخر، فإن الإجراء العام الذي تتبعه الاجتماعات يبدأ ببيان من عضو المجلس الداعي. بعد أن يلقي عضو المجلس المستدعي كلمة في الاجتماعات، يتم فتح المجال للمناقشة بين الحاضرين في الاجتماع. ويعمل عضو مجلس الأمن الذي يتولى الدعوة إلى الاجتماع كميسر للمناقشة، مما يسمح بإجراء الحوار. 
وبسبب الطبيعة غير الرسمية لاجتماعات صيغة آريا، فإن هذه الاجتماعات غالبا ما لا يكون لها سجل أو نتيجة، ولا يتم الإعلان عنها من قبل الأمم المتحدة مثل اجتماعات مجلس الأمن. إن اجتماعات صيغة آريا مسجلة إلى حد ما من خلال الإشارة إلى الاجتماعات في وثائق المجلس والرسائل الموجهة إلى رئيس الأمن. يتضمن هذا ملخصات لاجتماعات صيغة آريا والخطابات والمذكرات المفاهيمية. 
بدأ بث اجتماعات صيغة آريا في عام 2016، عندما تم بث الاجتماع بشأن الوضع الإنساني في حلب، سوريا، على شبكة الإنترنت عبر تلفزيون الأمم المتحدة على الإنترنت. ومنذ هذا الحدث، تم بث اجتماعات أخرى بصيغة آريا وأرشفتها على موقع الأمم المتحدة على شبكة الإنترنت. 

### الهدف
تم إنشاء اجتماعات صيغة آريا في البداية لتمكين الحوار بين أعضاء مجلس الأمن وغير الأعضاء، بطريقة تسمح للدول الأعضاء بالصراحة في إطار خاص. وتسمح صيغة آريا للدول الأعضاء بمناقشة القضايا التي تقع ضمن مسؤولية المجلس لتشجيع السلام والتعاون بشكل مباشر. ومع تطور المنتدى، توسعت اجتماعات صيغة آريا لتشمل التفاعل مع لجان التحقيق التابعة لمجلس حقوق الإنسان، والأفراد، والمنظمات غير الحكومية والمؤسسات. 
ويهدف استخدام اجتماعات صيغة آريا إلى حد كبير إلى تعزيز الاتصال مع المجتمع المدني والمنظمات غير الحكومية والمنظمات غير الأعضاء في مجلس الأمن. وتتمتع هذه الاجتماعات بالقدرة على تقديم معلومات قيمة إلى مجلس الأمن لا يستطيع المجلس الاستماع إليها خارج هذا المنتدى. وعلى وجه التحديد، يسمح المنتدى لأعضاء مجلس الأمن بالوصول إلى المعلومات والخبرات التي يقدمها غرباء للمجلس. 
وفي بعض الحالات، تم اللجوء إلى صيغة آريا للاجتماع عندما لم يكن هناك أي اتفاق في المجلس لعقد اجتماع رسمي. ومن الأمثلة على ذلك الاجتماع الذي عقد في 13 ديسمبر/كانون الأول 2007 بشأن أساليب عمل المجلس والاجتماع الذي عقد في 15 فبراير/شباط 2013 بشأن الأبعاد الأمنية المتعلقة بتغير المناخ. 
تغيرت أغراض الدعوة إلى اجتماعات صيغة آريا بمرور الوقت. فمنذ عام 2012، استُخدمت اجتماعات صيغة آريا بانتظام لتزويد أعضاء مجلس الأمن التابع للأمم المتحدة بالتفاعل مع لجان التحقيق التابعة لمجلس حقوق الإنسان. على سبيل المثال، في عام 2012، عقد أعضاء مجلس الأمن التابع للأمم المتحدة اجتماعًا بصيغة آريا مع لجنة التحقيق التابعة لمجلس حقوق الإنسان بشأن سوريا. وقد مكّن هذا الاجتماع الذي ضم مجلس حقوق الإنسان من التركيز على المساءلة وتأثير انتهاكات حقوق الإنسان على المدنيين فضلاً عن إجراء تقييم إنساني. في عام 2014، عقد أعضاء المجلس اجتماعًا بصيغة آريا مع لجنة التحقيق التابعة لمجلس حقوق الإنسان بشأن جمهورية كوريا الشعبية الديمقراطية. وقد استُخدم منتدى اجتماع صيغة آريا في هذه المناسبة لتوفير فرصة لإجراء مناقشة فيما يتعلق بحالة حقوق الإنسان التي يواجهها أولئك الموجودون في جمهورية كوريا وتسهيل الحوار حول كيفية تمكن الأمم المتحدة من تنفيذ التوصيات الصادرة عن اللجنة.

### الأهمية والنتائج
منذ إنشاء اجتماعات صيغة آريا، كان هناك عدد من الاجتماعات البارزة التي كان لها تأثير كبير على العلاقات الدولية. 
في 23 أكتوبر/تشرين الأول 2000، تمت دعوة نساء من سيراليون وغواتيمالا والصومال وتنزانيا والمنظمات الحكومية الدولية إلى اجتماع صيغة آريا الذي كشف عن الظروف الخاصة بكل جنس والأفعال التي تتعرض لها النساء أثناء الحرب.  تناول هذا الاجتماع القيادة التي تظهرها النساء في الصراعات، بما في ذلك بناء السلام ومنع الصراعات، مع الاعتراف بأن قيادة المرأة لا تحظى بالتقدير الكافي. ونتيجة لهذا الاجتماع، عقد مجلس الأمن جلسة مفتوحة، تحدث فيها أكثر من 40 متحدثاً عن قضايا السلام والمرأة والأمن.  وفي 31 أكتوبر/تشرين الأول 2000، أصدر مجلس الأمن القرار رقم 1325 الذي أكد على أهمية دور المرأة في حل النزاعات ومنعها، وأهمية المشاركة المتساوية للمرأة في تعزيز السلام والحفاظ عليه. 
وكان اجتماع آريا بشأن المرأة والسلام والأمن ذا أهمية خاصة أيضًا لأنه على الرغم من أن مجلس الأمن أدان في الماضي الفظائع المرتكبة ضد النساء ومعاناتهن في النزاعات المسلحة، إلا أن قضايا المرأة لم يتم دمجها بشكل متسق في أنشطة المجلس، كما لم يعترف مجلس الأمن بالنساء كعاملات للسلام.
إن الهيكل غير الرسمي والطبيعة المرنة لاجتماعات صيغة آريا يعني أن أعضاء مجلس الأمن لا يزال لديهم منتدى يمكنهم الوصول إليه في المواقف التي لا يمكن فيها عقد اجتماعات رسمية لمجلس الأمن. وفي مارس/آذار 2018، فشل مجلس الأمن في عقد اجتماع علني بشأن الوضع في سوريا بعد أن استخدم أربعة من أعضاء مجلس الأمن حق النقض ضد الاجتماع. ونتيجة لذلك، تم تنظيم اجتماع آريا على الفور بقيادة فرنسا والولايات المتحدة والمملكة المتحدة والسويد وهولندا وبيرو، وتمت دعوة المفوض السامي لمجلس حقوق الإنسان لمشاركة إحاطته بشأن الوضع في سوريا.  وقد مكن منتدى اجتماع صيغة آريا مجلس الأمن من الاجتماع والاطلاع على انتهاكات حقوق الإنسان التي حدثت في مختلف أنحاء سوريا، بما في ذلك استهداف المدنيين. 